# Tocotronic
Tocotronic — немецкая инди-рок-группа, образованная в 1993 году в Гамбурге. В жанровом плане, музыку группы можно отнести к инди-року, пост-панку, в меньшей мере к арт-року. Группу часто причисляют к так называемой «гамбургской школе» инди-рока. Сама группа иронично относится к такого плана категоризации, о чем свидетельствует текст песни Ich bin neu in der Hamburger Schule (с нем. — «Я новичок в гамбургской школе»). Названия группы позаимствовано у игровой консоли, предшественницы Gameboy.

## История
У истоков группы стоят барабанщик Арне Цанк и басист Ян Мюллер, которые раньше вместе играли в гамбургских панк-группах Punkarsch и Meine Eltern. Позже к ним присоединяется вокалист и гитарист Дирк фон Ловцов, который переезжает в 1993 году в Гамбург на учебу.
Группа быстро добивается успеха в андерграундных кругах гамбургской молодежи и уже в 1994 выпускает на собственном лейбле первый сингл «Meine Freundin und ihr Freund», а через год, в 1995 году, на независимом гамбургском лейбле L’age d’or выходит первый полноформатный альбом «Digital ist besser». Выход пластинки способствует последующему гастрольному туру по Германии, Австрии и Швейцарии. В конце этого же года выходит второй LP «Nach der verlorenen Zeit».
Участники группы с самого начала выделялись своим внешним видом: спортивные куртки (часто с лампасами на рукавах), обтягивающие одноцветные футболки, прически типа «бокс». Кроме того выделялись тексты авторства Дирка, они изобиловали слоганами и паролями, утверждали левые политические взгляды, подвергали критике современное немецкое общество обывателей.

В 1996 году выходит третий студийный альбом «Wir kommen um uns zu beschweren». В этом же году на фестивале Popkomm группа должна была получить награду от музыкального канала VIVA в категории «Молодая перспективная немецкая группа» (нем. Jung, deutsch und auf dem Weg nach oben). Участники команды от награды отказались и так прокомментировали своё решение: 

«Мы не гордимся тем, что мы молоды. Мы не гордимся тем, что мы немцы. Да и нашими перспективами… Ну, да…»

В 1997 году последовал выход четвертого студийного альбома «Es ist egal, aber» и очередной тур, в том числе и по фестивалям (среди прочих было выступление на датском фестивале Roskilde-Festival).
1998 год ознаменовался первыми выступлениями группы в США и выпуском альбома K.O.O.K. Эта пластинка записывалась во Франции и получила новое, непохожее на предыдущие звучание: были добавлены оркестровки, исчезло ощущение Lo-Fi.
Следующей пластинкой, продолжившей тематику предыдущей стал LP Tocotronic. Альбом записывался около полутора лет и вышел в 2001 году.
В декабре 2003, к десятилетию группы выходит CD/DVD «Tocotronic 10th Anniversary».
В конце 2004 году количество участников группы увеличивается до четырех: к составу присоединяется гитарист Рик Макфейл, который несколько лет подряд сопровождал группу в турне. В новом составе в 2005 году группа выпускает новый альбом «Pure Vernunft darf niemals siegen».
Пластинка под названием «Kapitulation» вышла 6 июля 2007 года на новом для группы лейбле Vertigo Be (Universal).
Участники группы участвуют кроме того в разных сайд-проектах. Дирк участвует в дуэте Phantom/Ghost, Ян — в группах Das Bierbeben и Dirty Dishes, Арне — в проекте DJ Shirley, а Рик участвует в группе Glacier.

## Дискография
- 1995: Digital ist besser
- 1995: Nach der verlorenen Zeit
- 1996: Wir kommen um uns zu beschweren
- 1997: Es ist egal, aber
- 1999: K.O.O.K.
- 2002: Tocotronic
- 2005: Pure Vernunft darf niemals siegen
- 2007: Kapitulation
- 2010: Schall und Wahn
- 2013: Wie wir leben wollen